# Lago di Paterno
Il lago di Paterno o di Cotilia (detto in passato anche Pozzo di Rutignano o di Latignano) è un lago della provincia di Rieti, nel Lazio, situato nella Piana di San Vittorino. Molto noto nell'antichità, era un luogo sacro per molti popoli italici, tanto che Varrone lo definì "l'ombelico d'Italia".

## Geografia

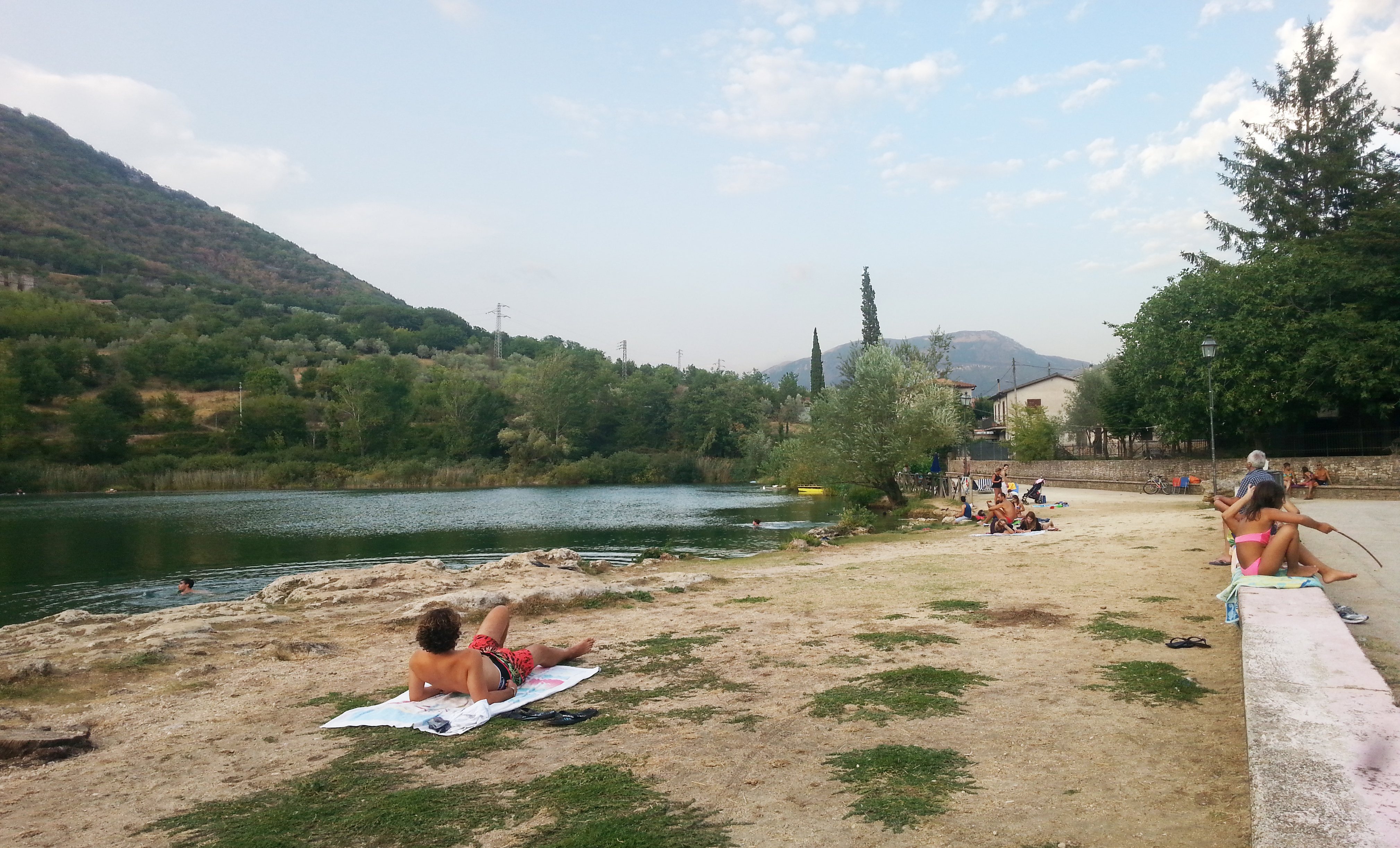
Turisti sulla spiaggia

Il lago di Paterno è un bacino di origine carsica, originato da uno sprofondamento del terreno (sinkhole, di cui rappresenta uno dei casi più esemplari). Ha forma ovale e dimensioni contenute (150x190 metri, diametro di 204 metri), ma è molto profondo (quasi 54 metri). È alimentato da una sorgente d'acqua sotterranea; l'acqua defluisce tramite fenditure nella roccia calcarea. La temperatura sul fondo è di 6 °C, quasi costante nel corso dell'anno; quella in superficie è solitamente più calda in base alla stagione.
Si trova nella frazione Vasche del comune di Castel Sant'Angelo, in provincia di Rieti; prende il nome dalla frazione di Paterno, che si trova a 600 m s.l.m. a monte del lago e a circa 5 km dal paese di Ponte Alto.
È collocato all'interno della Piana di San Vittorino, attraversata dal fiume Velino e dalla strada statale 4 Salaria. La piana di San Vittorino è un territorio molto ricco d'acqua e di fenomeni carsici: vi si trovano le sorgenti del Peschiera (le più copiose di tutto l'Appennino, che alimentano l'omonimo acquedotto di Roma) e sorgenti di acqua sulfurea, sin dall'antichità impiegate a scopo curativo nelle Terme di Cotilia. A poche centinaia di metri da quello di Paterno si trovano altri due laghi più piccoli, sempre di origini carsiche: il lago di Mezzo e il lago Piccolo, anche noto come Pozzo di Burino.
Il lago è adatto alla balneazione, alla pesca e alle immersioni subacquee. Le sponde sono caratterizzate da un lato da boschi e canneti, dall'altro da una piccola spiaggia attrezzata. Dominano lo specchio d'acqua i resti di una maestosa villa risalente al I sec. a.C. da identificare probabilmente con quella degli imperatori Flavi (c.d. Villa di Tito); a poca distanza sorgono le vestigia dell'impianto termale di Aquae Cutiliae.

## Storia
La data dello sprofondamento che diede origine al lago è ignota, ma sicuramente molto antica.
Le prime notizie sull'esistenza del lago risalgono alla fine dell'età del bronzo quando, secondo Dionigi di Alicarnasso, presso il lago di Cotilia sarebbe avvenuto un importante avvenimento storico: la popolazione dei Pelasgi vi avrebbe stretto l'alleanza con gli Aborigeni, che permise ai primi di iniziare a popolare l'Italia centrale. Come tramandato da Macrobio, in tale occasione i due popoli dedicarono un sacello a Dis Pater e un'ara a Saturno.
Successivamente, anche i Sabini attribuirono al lago un grande valore religioso, tanto che lo avevano consacrato alla dea Vacuna e vi compievano sacrifici.
Il valore religioso attribuitogli era dovuto al verificarsi di fenomeni considerati misteriosi: si ipotizza che i Pelasgi possano aver assistito allo sprofondamento del terreno che diede origine al lago, rimanendone talmente impressionati da credere l'evento opera di qualche potente divinità, e il lago un punto di accesso agli inferi. Gli autori latini inoltre riferiscono che nel mezzo del lago si ergeva un'isola galleggiante, coperta da una folta vegetazione, che si spostava frequentemente, scomparendo e riapparendo. Seneca si occupò del fenomeno nelle Quaestiones Naturales, sostenendo che potesse essere formata da accumuli di rami e terra, trattenuti dalla densità dell'acqua lacustre e sospinti dal vento. L'isola era ancora visibile a inizio Ottocento ma è oggi scomparsa.
A sottolineare come la zona fosse il fulcro religioso e simbolico per un gran numero di popolazioni italiche, l'erudito reatino Marco Terenzio Varrone definì questo luogo Umbilicus Italiae ("ombelico d'Italia"). Nel corso del rinascimento, l'epiteto varroniano di Umbilicus Italiae (originariamente legato a questo lago) divenne un simbolo di cui si appropriarono tutti i centri abitati circostanti: Rieti lo rievocò con una lapide in piazza San Rufo, Cittaducale nella chiesa di Santa Maria di Sesto, e Antrodoco nella chiesa di Santa Maria Extra Moenia.
L'uso delle acque di Cotilia a scopo curativo è molto antico ed è documentato già da Strabone; le Aquae Cutiliae, le terme antiche di Cotilia, erano molto rinomate nel mondo romano tanto da essere state frequentemente luogo di villeggiatura degli imperatori Vespasiano e Tito, che proprio lì scelsero di morire.
Pochi giorni dopo il terremoto della Marsica del 1915, il 31 gennaio, si verificò un improvviso abbassamento del livello delle acque, di circa quattro metri, e una serie di smottamenti, che durarono circa due mesi. Al loro termine la profondità del lago risultò aumentata di dieci metri.

## Fauna

### Fauna ittica
Nel lago di Paterno sono state segnalate 6 specie ittiche: gambusia, persico sole, persico trota, rutilo, tinca e trota.